# Geology of The Voyage of The Beagle
Geology of The Voyage of the Beagle (in italiano Geologia del viaggio del Beagle) fu una raccolta di osservazioni geologiche di Charles Darwin durante il viaggio a bordo del Beagle (1831-1836), pubblicata in tre volumi tra il 1842 e il 1846. Questo lavoro rappresenta un contributo significativo alla geologia del XIX secolo e alla comprensione dei processi geologici globali, gettando le basi per ulteriori studi scientifici.

## Origine e contesto
[...]
I record in a little diary, which I have always kept, that my three geological books (Coral Reefs included) consumed four and a half years' steady work; "and now it is ten years since my return to England. How much time have I lost by illness?" I have nothing to say about these three books except that to my surprise new editions have lately been called for.»
[...]
Registro in un piccolo diario, che ho sempre tenuto, che i miei tre libri di geologia (incluso Coral Reefs) mi hanno richiesto quattro anni e mezzo di lavoro costante; “e ora sono passati dieci anni dal mio ritorno in Inghilterra. Quanto tempo ho perso a causa della malattia?” Non ho nulla da dire su questi tre libri, se non che, con mia sorpresa, recentemente ne sono state richieste nuove edizioni.»
( Charles Darwin, Autobiografia.)
Darwin, nella sua autobiografia, racconta di aver concepito l'idea di scrivere un'opera sulla geologia dei luoghi visitati durante il viaggio del Beagle mentre osservava la stratificazione di rocce vulcaniche e sedimentarie nell'isola di Santiago (St. Jago). Questa intuizione, nata durante un momento di riflessione in un ambiente naturale, lo ispirò a documentare i processi geologici osservati.

## Pubblicazione
Le tre parti dell'opera furono pubblicate separatamente, ma erano concepite come sezioni di un unico lavoro. Tutte furono pubblicate da Smith, Elder & Co., con il sostegno finanziario del governo britannico:
- The Structure and Distribution of Coral Reefs  (1842): Analisi della formazione di barriere coralline e atolli, basata sulla teoria della subsidenza delle piattaforme oceaniche.[1]
- Geological Observations on the Volcanic Islands visited during the voyage of H.M.S. Beagle (1844): Studio delle isole vulcaniche osservate, con particolare attenzione ai processi di formazione e alle caratteristiche geologiche.[1]
- Geological Observations on South America (1846): Esame delle strutture geologiche del Sud America, compresi gli effetti dell'orogenesi andina.[1]

Nel 1851, le tre parti furono riunite in un unico volume con una nuova copertina e un prezzo ridotto, indicativo di una strategia di vendita per smaltire le copie invendute.

## Edizioni successive
Una seconda edizione di Coral Reefs fu pubblicata nel 1874, aggiornata con nuove scoperte geologiche. Nel 1876, Volcanic Islands e South America furono pubblicati insieme in una nuova edizione, sebbene il testo fosse rimasto invariato. Ulteriori revisioni furono pubblicate postume, con nuove edizioni nel 1889 e 1891.

## Importanza scientifica
Le osservazioni geologiche di Darwin contribuirono significativamente alla comprensione della tettonica, del vulcanismo e delle formazioni coralline. La teoria della subsidenza, proposta in Coral Reefs, è considerata uno dei contributi più duraturi alla scienza geologica.

## Collegamenti
- (EN) Geology of The Voyage of The Beagle, su darwin-online.org.uk.